# Bernard Rochot
Pour les articles homonymes, voir Rochot.
Bernard Rochot, né le 2 novembre 1900 à Annecy (Haute-Savoie) et mort le 23 novembre 1971 à Paris, est un historien français des sciences, spécialiste de la première moitié du XVIIe siècle.

## Biographie
Bernard Rochot est le fils d'un juge au tribunal d'Annecy. Il fait ses études au lycée de Chambéry, puis au lycée Louis-le-Grand à Paris. Il obtient une licence de philosophie. Il poursuit des études de droit à Dijon, qui lui valent un diplôme d'études supérieures pour un mémoire sur le droit dans la philosophie de Cicéron. Il passe un certificat de géologie. Il prépare l'agrégation à Strasbourg en 1924-25, et devient enseignant, d'abord à Sainte-Marie-aux-Mines pendant un an, puis à Saint-Jean-d'Angély pendant trois ans, et enfin à Tonnerre (Yonne). Il est détaché au CNRS.
En 1940, il passe un doctorat à la Sorbonne avec une thèse sur Pierre Gassendi et l'épicurisme. Cela l'amène à être le principal animateur du tricentenaire de Gassendi à Digne-les-Bains en 1955. Il succède à Robert Lenoble pour l'édition de la correspondance du père Marin Mersenne. Il réalise les tomes VI à XII. Il participe activement à la révision de l'édition des Œuvres de René Descartes en rédigeant de nombreuses annotations pour les tomes VI à X. Il a aussi travaillé sur Galilée. En 1960, il est récompensé pour son livre La Dissertation en forme de paradoxes contre les Aristotéliciens de P. Gassendi par le prix Langlois de l'Académie française. Il est membre du Centre international de synthèse, de la Société française de philosophie, et du Centre Alexandre Koyré.

## Publications
- Les travaux de Gassendi sur Épicure et sur l'atomisme, Paris, Vrin, 1944.
- Gassendi, Lettres familières à François Luillier pendant l'hiver 1632-1633, Paris, Vrin, 1944.
- Pierre Gassendi, 1592-1655, sa vie et son œuvre, Paris, Albin Michel, 1955.
- Correspondance du P. Marin Mersenne, 1635, tome V, Paris, éd. du CNRS, 1959, VII-640 pages.
- Correspondance du P. Marin Mersenne, 1636-1637, tome VI, Paris, éd. du CNRS, 1960, IV-412 pages.
- Correspondance du P. Marin Mersenne, 1638, tome VII, Paris, éd. du CNRS, 1962, XII-476 pages.
- Correspondance du P. Marin Mersenne, 1639, tome VIII, Paris, éd. du CNRS, 1963, XII-787 pages.
- Correspondance du P. Marin Mersenne, 1640, tome IX, Paris, éd. du CNRS, 1965, X-612 pages.
- Correspondance du P. Marin Mersenne, 1640-1641, tome X, Paris, éd. du CNRS, 1967, 882 pages.
- Correspondance du P. Marin Mersenne, 1642, tome XI, Paris, éd. du CNRS, 1970, 461 pages.
- Correspondance du P. Marin Mersenne, 1643, tome XII, Paris, éd. du CNRS, 1972, 448 pages.
- Gassendi, Dissertations en forme de paradoxes contre les Aristotéliciens, Paris, Vrin, 1959, prix Langlois de l’Académie française en 1960.
- Gassendi, Disquisitio metaphysica seu dubitationes et instantiae adversus Renati Cartesii metaphysicam et responsa, Paris, Vrin, 1962, 649 pages.
- Œuvres de Descartes, Principia philosophiae, Nouvelle présentation..., Paris, Vrin, 1964, 1973, 1982.
- Œuvres de Descartes, Meditationes de prima philosophia, Nouvelle présentation..., Paris, Vrin, 1964, 1973, 1983.
- Œuvres de Descartes, Discours de la méthode : & Essais, Nouvelle présentation..., avec Pierre Costabel, Paris, Vrin, 1965.
- Œuvres de Descartes, Epistola ad G. Voetium, Lettre apologétique, Notae in programma, Nouvelle présentation..., Paris, Vrin, 1965.
- Œuvres de Descartes, Physico-Mathematica, Compendium musicae, Regulae ad directionem ingenii, Recherche de la vérité, Supplément à la correspondance, Paris, Vrin, 1966.
- Les Méchaniques de Galilée mathématicien & ingénieur du Duc de Florence, Paris, PUF, 1966.
- Les nouvelles pensées de Galilée, Paris, Vrin, 1973.